# L'Assistant du vampire
Pour plus de détails, voir Fiche technique et Distribution.
L'Assistant du vampire (Cirque du Freak: The Vampire's Assistant) est un film américain réalisé par Paul Weitz en 2009, d'après la série romanesque L'Assistant du vampire écrite par Darren Shan (en  tomes), et sorti en 2009.

## Synopsis
Darren et son ami Steve se rendent dans un théâtre clandestin où se produit une troupe d'énergumènes déformés. Fasciné par l'araignée du vampire Crepsley, Darren décide de la voler. À l'école, cette dernière s'échappe et mord Steve, qui va mourir si Darren ne trouve pas un antidote. Crepsley accepte de l'aider à condition de le transformer en demi-vampire afin d'accomplir quelques corvées quotidiennes. Steve, rêvant d'être un vampire, est recueilli par un homme mystérieux qui lui promet les commandes de toute une armée s'il se joint à lui. Darren s'est installé avec la troupe et devra se préparer à l'affrontement.

## Fiche technique
- Titre français : Le Cirque de l'étrange / L'assistant du Vampire
- Titre original : Cirque du Freak: The Vampire's Assistant
- Réalisation : Paul Weitz
- Scénario : Brian Helgeland, Darren Shan, d'après Vampire Blood de Darren Shan
- Photographie : J. Michael Muro
- Musique : Stephen Trask
- Production : Lauren Shuler Donner, Ewan Leslie
- Sociétés de production : Relativity Media, The Donners' Company, Depth of Field
- Pays de production :  États-Unis
- Genre : Fantastique
- Durée : 109 minutes
- Dates de sortie : 
  -  États-Unis : 23 octobre 2009
  -  France : 2 décembre 2009
  -  Belgique : 4 novembre 2009

## Distribution

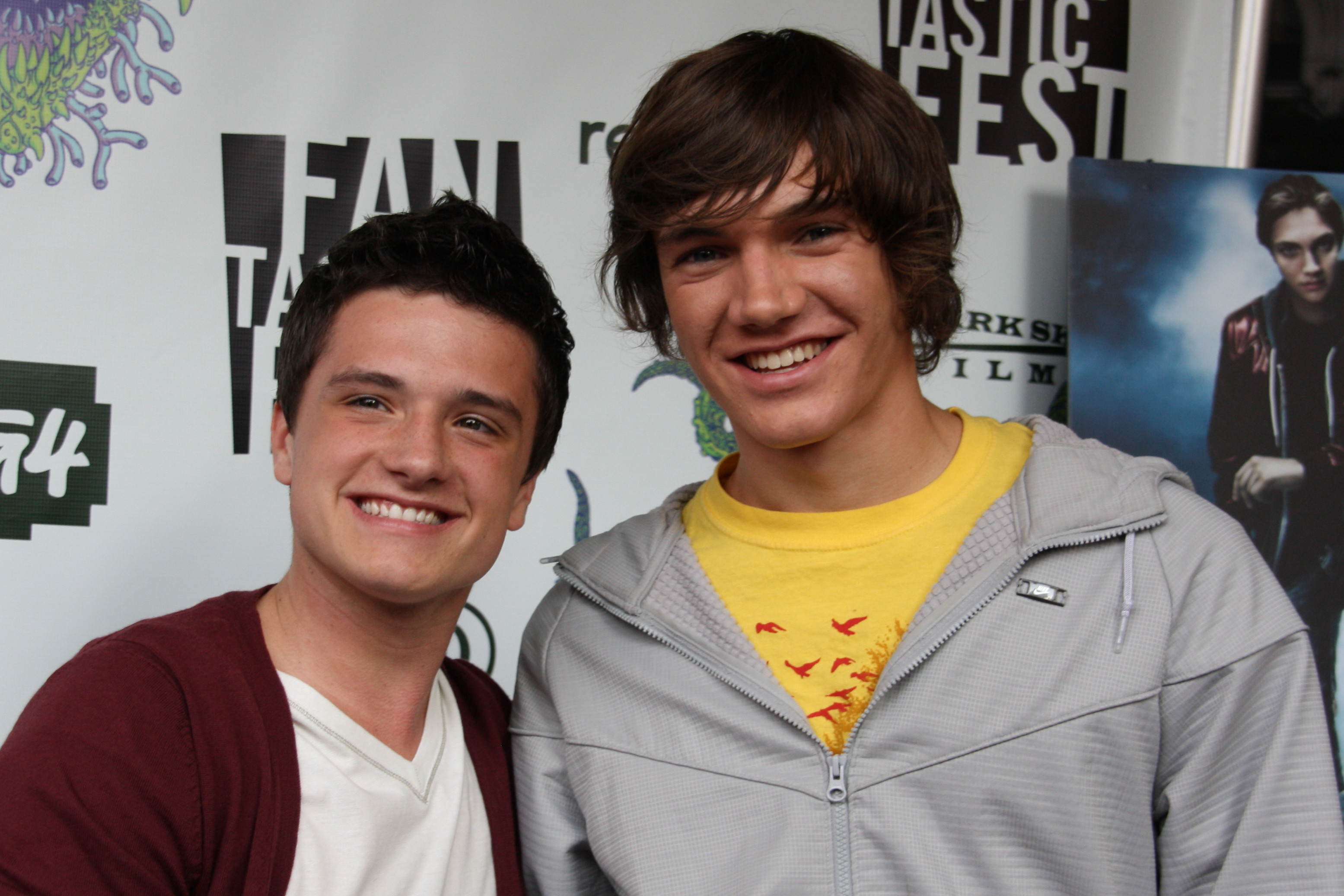
Josh Hutcherson et Chris Massoglia en septembre 2009.

- Chris Massoglia (VF : Kelyan Blanc - VQ : Nicolas Bacon) : Darren Shan
- Salma Hayek (VF : Ethel Houbiers - VQ : Camille Cyr-Desmarais) : Mme Truska
- Ray Stevenson (VF : Antoine Tomé - VQ : Benoit Rousseau) : Murlaugh
- John C. Reilly : (VF : Patrick Béthune - VQ : Louis-Philippe Dandenault)  Larten Crepsley
- Josh Hutcherson (VF : Alexandre Nguyen - VQ : Xavier Dolan) : Steve Leonard
- Patrick Fugit (VF : Damien Ferrette - VQ : Martin Watier) : Evra von / Snake boy
- Jane Krakowski (VQ : Marie-Christine Labelle) : Cormac Limbs
- Ken Watanabe (VF : Thierry Desroses - VQ : Sylvain Hétu) : M. Tall
- Kristen Schaal (VQ : Violette Chauveau) : Gertha Teeth
- Frankie Faison (VF : Marc Alfos) : Rhamus Twobellies
- Brandon Molale (VQ : Éric Gaudry) : Vampaneze
- Tom Woodruff Jr. : Wolfman
- Michael Cerveris (VF : Gilles Morvan - VQ : Guy Nadon) : Mr. Destiny
- Don McManus (VF : Guillaume Orsat - VQ : Sébastien Dhavernas) : M. Shan
- Colleen Camp (VF : Virginie Ledieu - VQ : Johanne Léveillé) : Mme Shan
- Morgan Saylor (VQ : Ludivine Reding) : Annie
- Jessica Carlson (VQ : Sarah-Jeanne Labrosse) : Rebecca
- Sam Medina : Madame Truska's man
- Henry Robin : Cool Kid
- Orlando Jones (VF : Frantz Confiac - VQ : Gilbert Lachance) : Alexander Ribs
- Willem Dafoe (VF : Patrick Floersheim - VQ : Alain Zouvi) : Gavner Purl
- Patrick Breen (VF : Pierre Tessier - VQ : François Sasseville) : Mr. Kersey
- Daniel Newman : Pete
- Jonathan Nosan : Hans Hands
- Erika Jensen : Rain Girl
- Patrick Fulton : Kid
- Beau Holden : Trucker
- Ritchie Montgomery : Pastor
- Christy Hutcherson : la mère de Steve
- Maureen Phelan : Mourner
- Geraldine Glenn : Teacher
- Drew Rin Varick (VQ : François Caffiaux) : Loafhead
- Leah Kahn : Aquarious Firen
- Armal J. Perkins : M. Pipps

## Accueil critique
Sur le site Rotten Tomatoes, le film a reçu des critiques majoritairement négatives, avec une note moyenne de 4,87/10 et seulement 38 % d'avis favorables basés sur 139 critiques. Sur le site Allociné, L’Assistant du vampire a reçu la note de 2,3/5 basée sur 11 titres de presse, et une moyenne de 2,7/5 par les spectateurs.
Nicolas Truffinet de Chronic’art trouve le film soit « sans grand relief », mais apprécie toutefois le regard original porté sur le mythe du vampire ou sur les jeunes héros, bien loin des teen movies des années 2000. Parmi les critiques plus négatives, Yann Lebecque, de l’Écran Fantastique, regrette que « les scènes se succèdent sans que l'on ne ressente le moindre attachement, la moindre crainte, la moindre pitié, pour ces silhouettes artificielles, gesticulant au milieu d'effets numériques assez laids et d'affrontements gentillets sans réel enjeu dramatique ».